# La scoperta del cielo
La scoperta del cielo (titolo originale in neerlandese De ontdekking van de hemel) è un romanzo dello scrittore olandese Harry Mulisch, pubblicato in originale nel 1992, in Italia nel 2002 edito da Rizzoli. Considerato dall'autore il proprio magnum opus, l'opera narra le singolari storie di alcune persone coinvolte a loro insaputa nella realizzazione di un complesso piano, orchestrato da entità angeliche, il cui fine è il recupero della prova fondamentale del legame tra genere umano e divinità.
Dal romanzo nel 2001 è stato liberamente tratto il film The Discovery of Heaven diretto dal regista olandese Jeroen Krabbé, ed interpretato da Stephen Fry.

## Trama
Il libro si apre su un dialogo tra entità celesti riguardo alla nascita di un uomo, evento cruciale per la realizzazione di un importante piano divino. La narrazione si sposta quindi sulla terra, più precisamente nei Paesi Bassi, dove il futuro padre della persona in questione, Max Delius, astronomo con una terribile storia familiare alle spalle, incontra in modo apparentemente casuale Onno Quist, un personaggio singolare ed anticonformista, studioso di linguaggi, scoprendo in lui un'anima gemella. Nasce così un'amicizia saldissima, che non sembra vacillare nemmeno dopo l'apparizione della giovane violoncellista Ada, al fianco dapprima dell'incostante Max, e successivamente del più affidabile Onno, con cui nasce un legame stabile. Ma durante un viaggio a Cuba accade l'imprevisto, Ada concepisce un figlio, e nemmeno lei può sapere con certezza chi tra i due amici ne è il padre, per un'infedeltà propiziata dall'atmosfera dell'isola caraibica. Senza esitazioni, la giovane donna manifesta la volontà di portare a termine la gravidanza, malgrado la contrarietà di Max, spaventato dalla prospettiva della reazione di Onno alla possibile scoperta di non essere il padre, fatto di cui l'amico è assolutamente convinto, e che lo ha spinto a compiere il grande passo con Ada. 
Comincia così per Max un periodo di forte tensione emotiva che vira in tragedia quando la sua auto, con cui durante un violento fortunale i tre amici stavano cercando di raggiungere l'ospedale in cui era ricoverato il padre di Ada, colpito da un infarto, viene investita da un albero. Ne rimane vittima proprio la giovane donna, che cade in un coma profondo, senza apparenti danni per il bambino. Come ulteriore conseguenza, nasce una relazione segreta tra Max e Sophia, la madre di Ada, che rivela un'inaspettata seconda personalità. Questo ispira Max nel proporsi ad Onno - consapevole di essere poco adatto all'allevamento del figlio, e sempre più impegnato in politica - nel ruolo di genitore adottivo del nascituro, affiancando proprio la nonna materna, a sua volta rimasta sola. 
Alla nascita di Quinten, nel castello della provincia olandese in cui Max si trasferisce per il suo nuovo lavoro si forma così una famiglia poco convenzionale. Una scelta che comunque si rivela adatta alla personalità del nuovo arrivato, a sua volta sconcertante nella sua unicità, fin dalla scelta evidentemente consapevole di ritardare le sue prime parole. Con la crescita tutto in Quinten sembra confermare la presenza di una personalità speciale, che lo spinge a cercare più la compagnia degli adulti che dei coetanei, con cui non riesce a stabilire legami o condividere gli interessi naturali dei bambini. Sicuramente la consapevolezza di quella situazione familiare, di cui il giovane è inevitabilmente venuto a conoscenza, è un elemento che può spiegare questa sua predisposizione; ma c'è di più. Quinten è infatti costantemente perseguitato da un sogno di cui vorrebbe comprendere il significato, ambientato in un edificio impossibile, che lui chiama la Fortezza, in cui sembra essere sigillato un segreto fondamentale. Ed anno dopo anno si rinforza la convinzione di avere un compito definito, trovare la soluzione a quell'enigma, a cui si dedica costantemente, trascurando qualsiasi altra cosa, studi compresi. La situazione familiare nel frattempo evolve ulteriormente, per la decisione di Onno, sconvolto a causa del brutale assassinio dell'attuale compagna Helga, di scomparire a tempo indefinito, manifestando in alcune lettere il desiderio di non essere cercato. E quando qualche anno dopo anche Max viene a mancare, per un incredibile incidente astronomico, Quinten decide di dare una svolta alla sua vita ed alla sua ricerca, mettendosi sulle tracce del padre.
Non sapendo da dove iniziare, il giovane decide di seguire la traccia delle ricerche svolte in passato per trovare fondamenti al suo sogno, e si reca dapprima a Venezia, poi a Firenze e quindi a Roma. Ed è proprio nella città eterna, davanti al Pantheon, che Quinten incontra il padre, quasi non riconoscendolo. Ma a questa sorpresa se ne unisce una ben maggiore: durante la visita della città, accompagnato dal genitore, il ragazzo vede il proprio sogno prendere forma nell'antica cappella papale annessa alla basilica di San Giovanni in Laterano. Ascoltandone la storia dal padre, Quinten arriva alla conclusione che in quel luogo sono nascoste le tavole originali contenenti i dieci comandamenti date a Mosè da Dio, sottratte dai romani dopo la distruzione del tempio di Gerusalemme e giunte in quel luogo, e qui dimenticate per le vicissitudini della storia. Per il giovane non ci sono dubbi: il suo compito è recuperarle, e coinvolge in quell'avventura pazzesca anche il riluttante padre. Il furto riesce, ma per una disattenzione i due sono costretti ad una frettolosa fuga dal paese, che li porta proprio a Gerusalemme, dove tutto ha avuto inizio. Qui avviene l'atto finale: sia il testimone che le parole donate dal Dio biblico agli uomini vengono recuperate dal cielo, lasciando Onno immerso in un mistero irrisolvibile. Il libro si chiude con il colloquio tra le due entità celesti, in cui il committente afferma che quell'ultimo atto sancisce la sostanziale sconfitta divina sulla terra, mentre l'esecutore non accetta questa posizione, manifestando la volontà di prodursi in un ultimo tentativo.

## Personaggi
- Max Delius. Un passato tragico lo rende incostante nelle relazioni, ma l'amicizia di Onno riesce a correggerlo. Dal rapporto con Ada nasceranno sviluppi totalmente impensabili, che si concluderanno con una morte singolare.
- Onno Quist. Nato con un talento incredibile per l'apprendimento dei linguaggi, vi unisce una personalità anticonvenzionale e sarcastica, che gli procura più nemici che estimatori. La sua difficoltà nel rapportarsi al genere umano lo rende l'amico ideale di Max, ma non lo aiuterà a sopportare gli eventi infausti che lo colpiranno, a cui reagirà fuggendo e costruendosi una vita da eremita.
- Ada Brons. Cercando di sfuggire ad una situazione familiare che non sopporta, e che solo nella musica sembra trovare temporaneo sollievo, finisce prima tra le braccia di Max, quindi di Onno, inconsapevole del proprio destino di vittima sacrificale.
- Sophia Haken. Madre di Ada, manifesta una personalità apparentemente arida, mostrando solo a Max il suo lato più nascosto.
- Quinten Quist. Il testimone, scelto per portare a compimento il piano, cresce manifestando presto alcuni talenti sconcertanti, necessari per condurlo verso il fine previsto. Concluderà la sua missione con pieno successo.

## Struttura
L'opera è divisa in quattro parti di lunghezza pressoché equivalente, denominate "L'inizio dell'inizio", "La fine dell'inizio", "L'inizio della fine" e "La fine della fine". Ognuna di queste sezioni, divise a loro volta in un numero variabile di capitoli, si apre con un breve scambio di considerazioni tra l'entità angelica che ha dato l'avvio agli eventi narrati e ne sovraintende il corretto andamento, ed il suo superiore e committente. Ogni parte si chiude con una breve appendice, in un caso esclusivamente di tipo grafico, rappresentando il tetracordo pitagorico.

## Edizioni
- Harry Mulisch, La scoperta del cielo, traduzione di Laura Pignatti, 1ª ed., RCS Libri, settembre 2002  [1992],  p. 877, ISBN 88-17-87092-7.